# Финал на първо действие в пиесата Млечнобяло знаме на Хойт
„Финал на първо действие в пиесата Млечнобяло знаме на Хойт“ (на английски: Finale of 1st Act, Hoyt's 'Milk White Flag) е американски късометражен ням филм от 1894 година, заснет от продуцента и режисьор Уилям Кенеди Диксън в лабораториите на Томас Едисън в Ню Джърси. Кадри от филма не са достигнали до наши дни и той се смята за изгубен.

## Продукция
Лентата показва 34 персонажа, облечени в костюми. Това е най-големият в историята на кинематографията брой хора на едно място, заснети с кинетоскоп.

## Интересни факти
- Сцената, заснета във филма е екранизация на част от музикалната комедийна пиеса „Млечнобяло знаме“ на Чарлз Хейл Хойт.[3]